# Balduin (Nablus)
Balduin (lat. Balduinus, frz. Baudouin; † nach 1164) war Vizegraf der Herrschaft Nablus und Herr von Vaux Moise.
Er war der einzige Sohn des Ulrich († um 1155), Vizegraf von Nablus und Herr von Vaux Moise.
Er folgte seinem Vater bei dessen Tod als Herr von Vaux Moise sowie im Amt des Vizegrafen von Nablus. Als letzterer war er ein Hofbeamter des Herren von Nablus und war für Aufgaben der Rechtsprechung, Verwaltung und wirtschaftlichen Nutzung dessen Territorium zuständig. Seine Herrschaft über Vaux Moise hatte er hingegen als königliches Lehen inne.
1158 hielt die Burg Vaux Moise einer Belagerung durch die Fatimiden aus Ägypten stand.
1161 tauschte der Herr von Nablus, Philipp von Milly, die Herrschaft Nablus bei König Balduin III. gegen die Herrschaft Oultrejordain ein, der zugleich auch die bislang eigenständige Burg und Herrschaft Vaux Moise eingegliedert wurde. Balduin blieb weiterhin Vizegraf in Nablus, musste aber die Herrschaft Vaux Moise aufgeben und erhielt als Ersatz vermutlich die in seinem vizegräflichen Amtsbezirk gelegene Burg „Castrum Fontis Tancredi“ als königliches Lehen.
Balduin ist letztmals am 16. Juli 1164 urkundlich belegt. Er hinterließ seine Ehefrau Isabella, sowie neun Kinder namens Amalrich, Rainald, Johann, Roger, Raimund, Balian, Melisende, Gisela und Agnes. Sein ältester Sohn Amalrich, folgte ihm als Vizegraf von Nablus und Herr von Castrum Fontis Tancredi.